# 固相合成法
固相合成法（こそうごうせいほう、Solid-phase synthesis）とは化学の（合成実験）技法の一つで、分子をビーズ上に連結させ、反応試薬の溶液中に入れることで、合成反応を段階的に行う方法である。液相中で行われる通常の合成法と比べると、生成物から余分の反応試薬や副生成物を除去しやすい。この方法では、ビルディングブロック分子は反応可能なすべての官能基を保護される。そしてビルディングブロック分子と反応液分子の想定される反応に関与する相互二つの官能基だけが脱保護されているように制御される。この方法はペプチド、デオキシリボ核酸（DNA）の合成に利用され、ある分野においてはそれ以外の分子の合成にも利用される。近年、この方法はコンビナトリアルケミストリーの方法の一つとしても利用される。

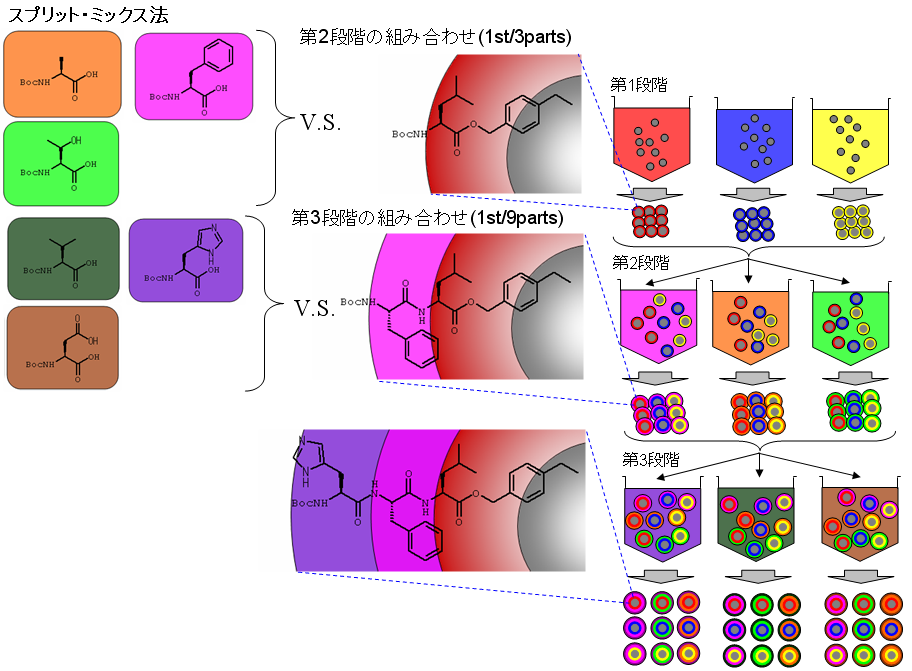
固相合成法のステップ（図は記事 コンビナトリアルケミストリーに詳しい）

固相合成法の基礎法では、2つの官能基を持つビルディングブロックが使用される。ビルディングブロックの一方の官能基は保護基により保護されるのが普通である。そしてビルディングブロックがビーズに連結させたものが合成の出発物質となる。それは保護されたビルディングブロックの溶液をビーズに加え攪拌する。ビーズとビルディングブロックとの反応が完了したら、溶液を振り切り、ビーズを洗浄する。そして保護基が除去されたら上の反応ステップをにもどり繰り返す。すべての合成ステップが完了したら、合成された化合物をビーズから切り離す。
もし、ビルディングブロックに二つ以上の化合物が含まれている場合、固相合成法ではビーズ上のビルディングブロックの脱保護の前段階で次のステップが追加される。ビーズ上に官能基が残存しており、それが脱保護に反応しない場合は第三の保護基を導入することで次の脱保護条件で保護されるようにする。またこの段階で導入したビルディングブロックが欠けているものが副生成物にならないようにこの段階を完結させる。付け加えるならば、このステップを付け加えることでビーズから解離させた後の生成物の精製が容易になる。

## ペプチド固相合成

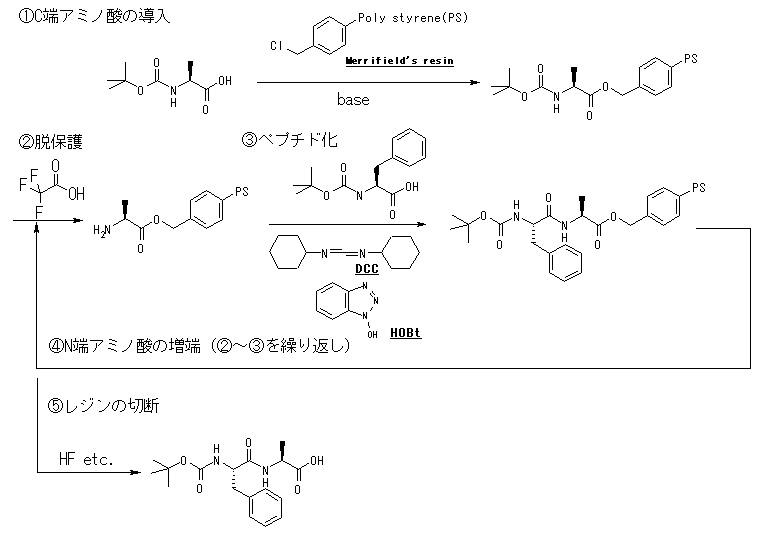
メリフィールド固相合成法
ノーベル化学賞受賞(1984年)

ペプチド合成においては、固相合成法が一般的に用いられる。ペプチドはアミノ酸鎖のカルボキシ基側からアミノ基側へ合成される。これは、リボソームでの生合成とは逆方向である。ペプチド合成ではアミノ基が保護されたアミノ酸がビーズ（レジン）に連結され、共有結合でレジンとカルボキシ基とが結合している。アミノ基が脱保護され、次の段階のアミノ基保護アミノ酸のカルボキシ基と反応させられる。ここまででビーズ上には二つのアミノ酸のペプチドが連結していることになる。このサイクルを繰り返して、望みのペプチドを得る。すべての反応が完結したら、合成ペプチドをビーズから切り離す。
このペプチド固相合成法においてはアミノ基の保護基として9-フルオレニルメチルカルボキシ基(Fmoc基)やt-ブチルカルボニル基(Boc基)が使用される。Fmoc基は塩基性条件下で、Boc基は酸性条件下で除去される。

## DNA固相合成
デオキシリボ核酸は固相合成法でも合成される。DNAはフラスコ中で合成されることもあるが、化学法ではDNA合成装置が通常使用される。DNA合成装置のDNA合成法は固相合成が基礎となっている。つまりこれも合成にビーズが使用される。

## 応用
- 医薬品研究でリンクレジン(en:Rink resin)を出発物質とする N-(ピリミジン-2-イル)アミノ酸のアミドの固相合成が知られている[1]。
- w:en:Noncovalent solid-phase organic synthesis

## 註・出典
1. ↑  Solid-phase synthesis of N-(pyrimidin-2-yl)amino acid amides Denis S. Ermolat’ev and Eugene V. Babaev Arkivoc (NZ-1364J) pp 172-178 2005 報文（英語）

- Solid-Phase Combinatorial Chemistry（英語）